# 上冨敏伸

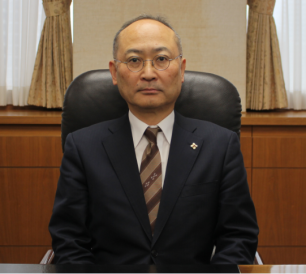
大阪高検検事長時

上冨 敏伸（うえとみ としのぶ、1962年8月10日 - 2024年8月13日）は、日本の検察官、法務官僚。位階は従三位。法務省大臣官房審議官や、仙台高等検察庁検事長を経て、大阪高等検察庁検事長。

## 来歴・人物
栃木県出身。1985年中央大学法学部卒業。同年旧司法試験合格。1988年横浜地方検察庁検事任官。
1989年秋田地方検察庁検事。1992年浦和地方検察庁川越支部検事。1995年浦和地方検察庁検事。
1996年法務省刑事局付。1998年外務省在ドイツ日本国大使館一等書記官。2001年法務省刑事局付、法務省大臣官房司法法制部付。2004年法務省大臣官房司法法制部付、内閣官房内閣参事官（内閣官房副長官補付）。
2006年法務省刑事局参事官、司法試験考査委員。2007年東京地方検察庁検事。2010年東京高等検察庁検事兼東京地方検察庁検事。
2011年法務省刑事局刑事法制管理官。2014年法務省大臣官房審議官（刑事局担当）。2015年那覇地方検察庁検事正兼福岡高等検察庁那覇支部長。
2017年最高検察庁監察指導部長心得。2018年最高検察庁監察指導部長。2019年さいたま地方検察庁検事正。2020年法務省法務総合研究所所長。
2023年仙台高等検察庁検事長。
2024年大阪高等検察庁検事長。
2024年8月13日、入院先の病院で死去した。62歳没。死没日付をもって従三位に叙され、瑞宝重光章を追贈された。

## 著書
- 『概説サイバー犯罪 : 法令解説と捜査・公判の実際』（河村博, 島田健一と共編）青林書院 2018年

## テレビ出演
- 『日本の、これから』「裁判員制度がはじまる 今夜とことん考えます」 NHK総合、2008年12月6日（櫻井光政、四宮啓、土本武司、桂文珍、平木正洋と共演）[5]